# 정원용
정원용(鄭元容, 1783년~1873년)은 조선후기의 문신이다. 본관은 동래이다. 자는 선지(善之), 호는 경산(經山), 시호는 문충(文忠)이다.

## 생애
조선 후기 영의정을 지냈으며 암행어사 제도를 바로 잡고 삼정의 총재관이 되어 국가 재정을 바로잡는데 노력했다. 과거에 급제한 1802년부터 1873년 죽는 날까지 경산일록(經山日綠)이라는 일기를 남겼다. 햇수로 약 71년 동안이며, 아울러 일기를 쓰기 이전 어린시절 일도 회상을 통해 기록해 두었기 때문에 거의 모든 생애에 대한 기록이 남아 있다. 그의 삶 동안 조선의 임금은 정조에서 고종까지 5명에 이르렀으며, 본인이 관료이기 때문에 조선 정치사에 대한 기록도 볼 수 있다. 원문은 한문으로 쓰여 있으며 모두 17권에 달한다. 연세대 국문학과 교수인 허경진에 의해 현대 한국어로 번역되어 현재 전 6권으로 출간되어 있다. 순조 때 문과에 급제해 가주서, 부교리, 시독관, 문례관, 직각, 부응교, 검교 직각, 성균관대사성, 이조참의, 사간원대사간, 좌부승지, 호서외유사, 우승지, 영변부사, 관서외유사, 전라도관찰사, 대사간, 강원도관찰사, 이조참판, 좌부빈객, 내각직제학, 회령부사, 대사헌, 형조판서, 공조판서, 수원유수, 평안도관찰사, 병조판서, 원임제학, 예조판서, 이조판서, 판부사, 우의정, 좌의정, 영의정을 지냈다. 영의정 재직 말년 시절 그는 흥선대원군과 야합하여 경복궁 중건에 앞장을 서기도 하였다.

## 묘소
정원용의 묘는 경기도 광명시 노온사동에 있다. 부인인 강릉 김씨와 합장했으며, 묘비의 비문은 이조판서를 지낸 맏아들 기세가 짓고 글씨는 우의정을 지낸 손자인 범조가 썼다. 봉분 앞에는 상석, 향로석, 망주석, 묘갈 등이 갖추어져 있으며, 호석은 최근에 재단장하였다.

## 가족 관계
- 할아버지 : 정계순(鄭啓淳)
  - 아버지 : 정동만(鄭東晩)
  - 어머니 : 용인 이씨, 이숭우의 딸
  - 부인 : 강릉 김씨, 김계락의 딸
    - 장남 : 정기세(鄭基世)
    - 자부 : 경주 김씨
      - 손자 : 정범조(鄭範朝)
      - 손부 : 풍양 조씨

    - 차남 : 정기년(鄭基年)
      - 손자 : 정은조(鄭誾朝)

    - 삼남 : 정기명(鄭基命)

## 관련 문화재
- 경산 정원용 의대 (중요민속문화재 제13호, 국립민속박물관 소장)

## 같이 보기
- 일기
- 일성록
- 유희춘

## 참고 자료
- 조선말 격랑의 정치사·생활사 실록보다 생생(AFP BB뉴스2009/03/10)[깨진 링크(과거 내용 찾기)]